# Carcelia judicabilis
Carcelia judicabilis là một loài ruồi trong họ Tachinidae.